# 高氯酸銣
高氯酸銣是一種無機化合物，屬於高氯酸鹽，其化學式為RbClO4。高氯酸銣是一種氧化劑。
它有兩種晶型。其中，低於279°C為斜方晶系晶體，晶格常數 a=0.927 nm，B =0.581 nm，C =0.753 nm；超過279°C，它具有立方結構，晶格常數 a=0.770 nm
在水中的溶解度：
| 溫度 (°C)           | 0    | 8.5  | 14    | 20    | 25   | 50    | 70   | 99    |
| 溶解度 (g / 100 ml) | 1.09 | 0.59 | 0.767 | 0.999 | 1.30 | 3.442 | 6.72 | 17.39 |

## 制备
高氯酸铷可由铷的化合物和高氯酸或高氯酸钡反应得到：
Rb2CO3 + 2HClO4 → 2RbClO4 + H2O + CO2↑ 
Rb2SO4 + Ba(ClO4)2 → 2RbClO4 + BaSO4↓ 